# Китка (Бургаська область)
Ки́тка (болг. Китка) — село в Бургаській області Болгарії. Входить до складу общини Руєн.

## Населення
За даними перепису населення 2011 року у селі проживали 12 осіб, з них 10 осіб (83,3%) — болгари.
Розподіл населення за віком у 2011 році:
Динаміка населення: